# Brian Thompson (színművész)
Brian Earl Thompson (Ellensburg, 1959. augusztus 28. –) amerikai színész. 
A Kobra című 1986-os akcióthrillerben Sylvester Stallone ellenfeleként vált ismertté.

## Pályafutása
Kisebb szerepet kapott a Terminátor – A halálosztó (1984) című filmben. Azóta elsősorban akció-, kaland- és sci-fi-filmekben szerepelt. Az első nevezetes szerepe a Werewolf című horrorsorozatban volt, amely az Amerikai Egyesült Államokban eredetileg a Fox csatornán futott, 1987–1988 között.
Játszott a Star Trek franchise filmjeiben és sorozataiban. 1995–2000 között földönkívüli fejvadászt alakított az X-akták epizódjaiban. Szerepelt a Jean-Claude Van Damme főszereplésével készült Oroszlánszív (1990) című filmben is.

## Filmográfia

### Film
| Év   | Magyar cím                         | Eredeti cím                                    | Szerep                          | Magyar hang          |
| ---- | ---------------------------------- | ---------------------------------------------- | ------------------------------- | -------------------- |
| 1984 | Terminátor – A halálosztó          | The Terminator                                 | Punk                            | Bor Zoltán           |
| 1984 | Terminátor – A halálosztó          | The Terminator                                 | Punk                            | Maday Gábor          |
| 1986 | Kobra                              | Cobra                                          | Éjszakai Kaszás (Night Slasher) | Jáki Béla            |
| 1986 | Kobra                              | Cobra                                          | Éjszakai Kaszás (Night Slasher) | Both András          |
| 1986 | A három amigó                      | ¡Three Amigos!                                 | német bűnöző                    |                      |
| 1987 | Érezni a forróságot                | Catch the Heat                                 | Danny Boy                       |                      |
| 1987 | Ördög és pokol (Golyóálló glória)  | Pass the Ammo                                  | Kenny Hamilton                  |                      |
| 1987 | Kétszemélyes kommandó              | Commando Squad                                 | Clint Jensen                    | Szabó Sipos Barnabás |
| 1987 | Kétszemélyes kommandó              | Commando Squad                                 | Clint Jensen                    | Kőszegi Ákos         |
| 1988 | Frászkarika 2.                     | Fright Night Part 2                            | Bozworth                        | Hankó Attila         |
| 1988 | Földönkívüli zsaru                 | Alien Nation                                   | Trent Porter                    | Rosta Sándor         |
| 1988 | Ne várd a csodát!                  | Miracle Mile                                   | erőemelő                        | Végh Ferenc          |
| 1989 | Három szökevény                    | Three Fugitives                                | bűnöző                          |                      |
| 1989 | Halálos álom                       | Nightwish                                      | Dean                            | Laklóth Aladár       |
| 1990 | Űrkalózok                          | Moon 44                                        | Jake O'Neal                     | Vass Gábor           |
| 1990 | Űrkalózok                          | Moon 44                                        | Jake O'Neal                     | Salinger Gábor       |
| 1990 | A bérgyilkos                       | Hired to Kill                                  | Frank Ryan                      | Jakab Csaba          |
| 1990 | Jéghideg éjszaka, forró lány       | In the Cold of the Night                       | Phil                            | Jakab Csaba          |
| 1990 | Oroszlánszív                       | Lionheart                                      | Russell / Roc                   | Szabó Sipos Barnabás |
| 1991 | Az élet büdös                      | Life Stinks                                    | Aljas Victor                    |                      |
| 1992 | Mágusok háborúja                   | Doctor Mordrid                                 | Kabal                           | Gesztesi Károly      |
| 1992 | Harag és dicsőség                  | Rage and Honor                                 | Conrad Drago                    | Szerémi Zoltán       |
| 1992 | Harag és dicsőség                  | Rage and Honor                                 | Conrad Drago                    | Láng Balázs          |
| 1993 | Csupasz igazság                    | The Naked Truth                                | Bruno                           |                      |
| 1994 | Star Trek: Nemzedékek              | Star Trek Generations                          | Klingon kormányos               |                      |
| 1996 | Sárkányszív                        | Dragonheart                                    | Brok                            | Vass Gábor           |
| 1997 | Mortal Kombat 2. – A második menet | Mortal Kombat Annihilation                     | Shao Kahn                       | Hankó Attila         |
| 1997 | Tökéletes áldozat                  | Perfect Target                                 | Oxnard őrmester                 | Szabó Sipos Barnabás |
| 2001 | Kismocsok                          | Joe Dirt                                       | Bob 'Buffalo Bob'               | Sörös Sándor         |
| 2001 | A rend őrzője                      | The Order                                      | Cyrus Jacob                     | Csernák János        |
| 2006 | Kalózok kincse                     | The Tillamook Treasure                         | Jimmy Kimbell                   | Haás Vander Péter    |
| 2007 |                                    | Fist of the Warrior                            | Max                             |                      |
| 2007 |                                    | Flight of the Living Dead: Outbreak on a Plane | Kevin                           |                      |
| 2009 | A sárkány nyomában                 | Dragonquest                                    | Kirill                          | Bolla Róbert         |
| 2011 |                                    | The Arcadian                                   | Agmundr                         |                      |
| 2014 |                                    | The Extendables                                | Vardell 'V.D.' Duseldorfer      |                      |
| 2016 |                                    | Beyond the Game                                | Hunter                          |                      |
| 2017 |                                    | Dark Games                                     | Detective Joe Grimes            |                      |
| 2017 |                                    | Trafficked                                     | Max                             |                      |
| 2018 |                                    | Big Muddy                                      | Wyatt Cooper                    |                      |
| 2019 |                                    | Disappearance                                  | Cody százados                   |                      |
| 2019 |                                    | Hoax                                           | John Singer                     |                      |
| 2019 |                                    | I Am That Man                                  | Gregory Halpin CIA-ügynök       |                      |
| 2021 | Macbeth tragédiája                 | The Tragedy of Macbeth                         | gyilkos                         |                      |

### Televízió
| Év        | Magyar cím                      | Eredeti cím                      | Szerep                         | Megjegyzések |
| --------- | ------------------------------- | -------------------------------- | ------------------------------ | --- |
| 1984      |                                 | Hardcastle and McCormick         | rendőrtiszt                    | 1 epizód |
| 1984      | Végzetes látomás                | Fatal Vision                     | Harrison hadnagy               | minisorozat (2 epizód) |
| 1985      | Knight Rider                    | Knight Rider                     | Kurt                           | 1 epizód |
| 1987      | Falcon Crest                    | Falcon Crest                     | Brian Hopkins                  | 5 epizód |
| 1988      | Amerika kedvenc fia             | Favorite Son                     | Rolf Petersen                  | minisorozat (1 epizód) |
| 1988      |                                 | Werewolf                         | Nicholas Remy                  | 4 epizód |
| 1989      | Star Trek: Az új nemzedék       | Star Trek: The Next Generation   | Klag Klingon tiszt             | 1 epizód |
| 1990      |                                 | Alien Nation                     | Peter Rabbit                   | 1 epizód |
| 1991      | A bagoly                        | The Owl                          | kocsmáros                      | - tévéfilm - magyar hangja: - Juhász György                                                                                      |
| 1992      | Renegade – A fejvadász          | Renegade                         | Otto Heese elmaszkírozva       | - 1 epizód - magyar hangja: - Szűcs Sándor                                                                                       |
| 1993      |                                 | Key West                         | Cody Jeremiah Jefferson seriff | 13 epizód |
| 1993–1996 | Star Trek: Deep Space Nine      | Star Trek: Deep Space Nine       | Inglatu / Toman'torax          | 2 epizód |
| 1995–2000 | X-akták                         | The X-Files                      | Idegen fejvadász               | - 9 epizód - magyar hangja: - A látogatók - Megyeri János - Végjáték - Varga Tamás - Minden meghal - Imre István - Sótonyi Gábor |
| 1995      | Herkules                        | Hercules: The Legendary Journeys | Goth a barbár                  | 1 epizód |
| 1996      |                                 | Kindred: The Embraced            | Eddie Fiori                    | 6 epizód |
| 1997–1998 | Buffy, a vámpírok réme          | Buffy the Vampire Slayer         | Luke / A bíró                  | - 4 epizód - magyar hangja: - Várkonyi András (Luke)                                                                             |
| 1998      | New York rendőrei               | NYPD Blue                        | Todd                           | 1 epizód |
| 2000      | Az aranygyapjú legendája        | Jason and the Argonauts          | Héraklész                      | - minisorozat (2 epizód) - magyar hangja: - Hankó Attila - Faragó András                                                         |
| 2000–2003 | Bűbájos boszorkák               | Charmed                          | Cronos                         | 2 epizód |
| 2001      | Végzetes erő                    | Epoch                            | Tower százados                 | - tévéfilm - magyar hangja: - Megyeri János                                                                                      |
| 2002      |                                 | Birds of Prey                    | The Crawler                    | 1 epizód |
| 2003      | Végzetes erő 2. – A visszatérés | Epoch: Evolution                 | Tower százados                 | - tévéfilm - magyar hangja: - Faragó András                                                                                      |
| 2004      | NCIS                            | NCIS                             | Vince Nutter                   | 1 epizód |
| 2005      | Star Trek: Enterprise           | Star Trek: Enterprise            | Valdore admirális              | 3 epizód |
| 2009      | Chuck                           | Chuck                            | Cliff Arculin / Cliff Siljak   | 1 epizód |
| 2012      | Kaliforgia                      | Californication                  | Mr. Scary                      | 1 epizód |
| 2014      | Hawaii Five-0                   | Hawaii Five-0                    | Nicholas Cruz nyomozó          | 1 epizód |
| 2017      | Orville                         | The Orville                      | Drogen                         | - 1 epizód - magyar hangja: - Jakab Csaba                                                                                        |
| 2018–2025 | 911 L.A.                        | 9-1-1                            | Vincent Gerrard százados       | 13 epizód |
| 2021      | NCIS: Los Angeles               | NCIS: Los Angeles                | Steven Erdnase                 | 1 epizód |